# Maria Colombo

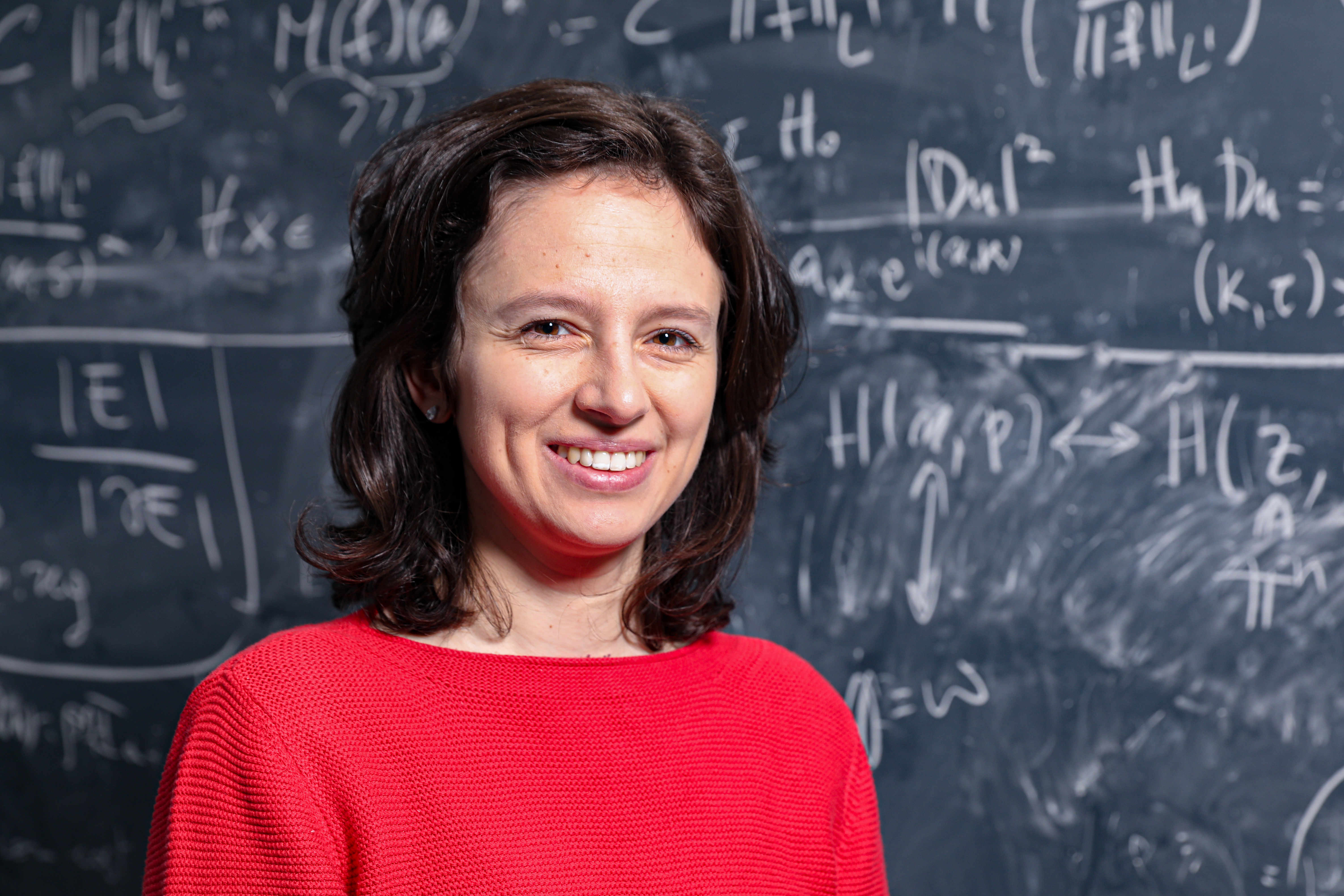
Maria Colombo (2021)

Maria Colombo (* 25. Mai 1989 in Luino) ist eine italienische Mathematikerin.

## Leben
Colombo studierte in Pisa und promovierte 2015 bei Luigi Ambrosio und Alessio Figalli mit der Arbeit "Flows of non-smooth vector fields and degenerate elliptic equations: With applications to the Vlasov-Poisson and semigeostrophic systems" an der Scuola Normale Superiore di Pisa. Sie war danach an der ETH Zürich und seit 2018 an der École polytechnique fédérale de Lausanne, wo sie seit 2023 den Lehrstuhl für Mathematische Analysis, Variationsrechnung und Partielle Differentialgleichungen innehat.
2024 gewann sie den EMS-Preis für „breakthrough results in fluid dynamics, optimal transport and kinetic theory, and for her impact on analysis more broadly“ (Durchbrüche in Fluiddynamik, optimalem Transport und kinetischer Theorie, und für ihre Wirkung auf die Analysis im allgemeineren). Sie leistete grundlegende Beiträge zur Regularitätstheorie und Analysis von Singularitäten elliptischer partieller Differentialgleichungen sowie zu geometrischen Variationsproblemen, Transportgleichungen und Dynamik inkompressibler Flüssigkeiten. Ebenfalls 2024 wurde Colombo mit der Stampacchia-Medaille der Unione Matematica Italiana ausgezeichnet.

## Schriften (Auswahl)
- mit Luigi Ambrosio, Alessio Figalli: On the Lagrangian structure of transport equations: the Vlasov-Poisson system. Duke Math. J. 166, No. 18, 3505–3568 (2017).
- mit Paolo Baroni, Giuseppe Mingione: Regularity for general functionals with double phase. Calc. Var. Partial Differ. Equ. 57, No. 2, Paper No. 62, 48 p. (2018).
- mit Tristan Buckmaster, Vlad Vicol: Wild solutions of the Navier-Stokes equations whose singular sets in time have Hausdorff dimension strictly less than 1. J. Eur. Math. Soc. (JEMS) 24, No. 9, 3333–3378 (2022).
- mit Dallas Albritton, Elia Brué: Non-uniqueness of Leray solutions of the forced Navier-Stokes equations. Ann. Math. (2) 196, No. 1, 415–455 (2022).